# Ba Ge
Ba Ge (en chinois : 巴戈), né le 4 juillet 1954 et mort le 16 février 2022, est un acteur taïwanais.

## Filmographie

### Drama (séries télévisées)
- 2005 : KO One (GTV)
- 2006 : Chao ji pai dang super (CTS)
- 2007 : Wo ai fu rong jie (CTV)
- 2009 : Qing mei zhu ma (CTV)
- 2009 : K.O.3an guo (FTV)
- 2011 : Ai zai tong hua fen fei shi (PTS)